# 写真湿板

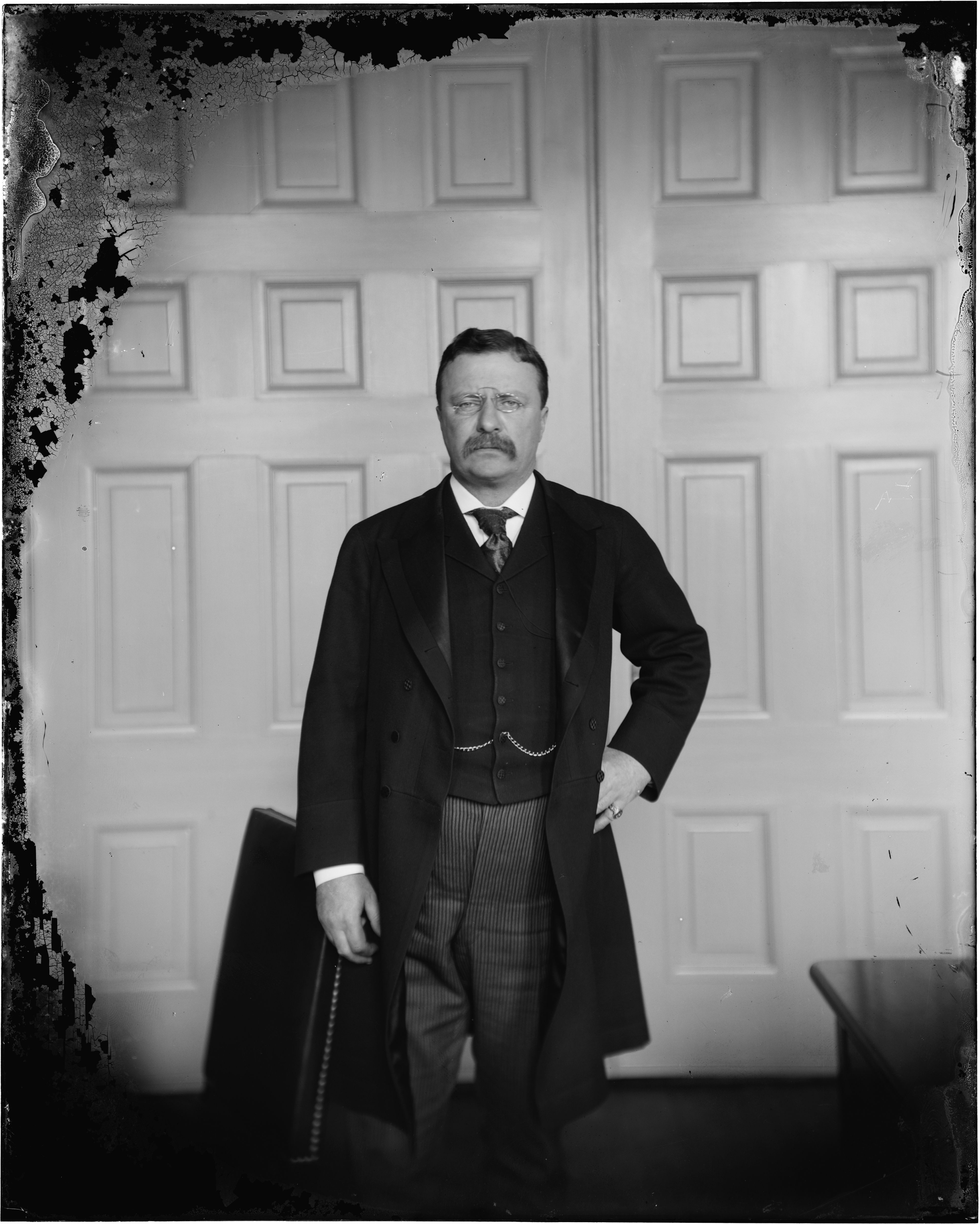
写真湿板で撮影したセオドア・ルーズベルトの写真

写真湿板（しゃしん しつばん／しっぱん、英語: Collodion process）とは、写真術で用いられた感光材料の一種である。

## 発明
1851年にイギリスのフレデリック・スコット・アーチャー（Frederick Scott Archer ）が発明した。
ヨウ化物を分散させたコロジオンを塗布した無色透明のガラス板を硝酸銀溶液に浸してヨウ化銀の感光膜を作ったもの（種板）である。湿っているうちに撮影し、硫酸第一鉄溶液で現像し、シアン化カリウム溶液で定着してネガティブ像（現像済みのガラス湿板の裏側に黒い布を入れる事で白黒が反転しプリントとなる）を得る。日本語では「コロジオン湿板」または単に「湿板」と呼ばれる場合も多い。
ガラス湿板そのものがネガでありプリントでもあったため撮影及びプリント枚数は1枚のみであったが、ダゲレオタイプと比べ感度が高く（ISO感度１相当）露光時間が5秒から15秒と短いこと、画質がダゲレオタイプと変わらなかったこと、ダゲレオタイプと比較できないほど安価だったこと、アーチャーが特許を取得しなかったことなどから短い期間でダゲレオタイプやカロタイプを駆逐した。

## 影響
撮影しやすい特徴を生かして写真家は世界中の山間僻地に足を伸ばすようになったため、ロンドンの水晶宮の建設状況や、エジプトのピラミッドやスフィンクス、クリミア戦争、グランド・キャニオン、ヨセミテ渓谷、モンブラン山頂、欧米の人々には珍奇だった中国や日本の風俗などが撮影されて残った。またナダールによる世界最初の空中写真は箱型の湿板写真カメラによるものと言われている。
嵩張る箱型カメラが衰退して携行しやすい蛇腹つきカメラが一般的になり、また蛇腹つきカメラの中でも屋外で使われる前提のフィールドカメラと、重く嵩張る室内専用のスタジオカメラが分化した。組み立て暗箱やモノレールビューカメラ、一眼レフカメラやパノラマカメラ、インスタントカメラの原型もこの時代に発明製品化されたなど、多様な種類のカメラがこの時代に開発された。
まだ引き伸ばしの技法が開発されていなかったため、色々な大きさのカメラが作られた。最小サイズは12cm×16.5cm（キャビネ）判で、16.5cm×21.6cm（八切）判や25.4cm×30.5cm（四切）判が普通であった。また大画面を撮影するため超巨大カメラが開発され、1860年にイギリスのジョン・キッブルは91cm×112cm判のカメラを作った。またアメリカ合衆国のジョージ・R・ローレンスはシカゴ・アンド・アルトン鉄道 （Chicago and Alton Railroad ）の求めに応じて1900年に130cm×240cm判で蛇腹の長さ6メートル、630kg、操作に15人を要するカメラ「ザ・マンモス」を作り、野外用ではこれがおそらく世界一大きいカメラであると考えられている。

## 日本における湿板

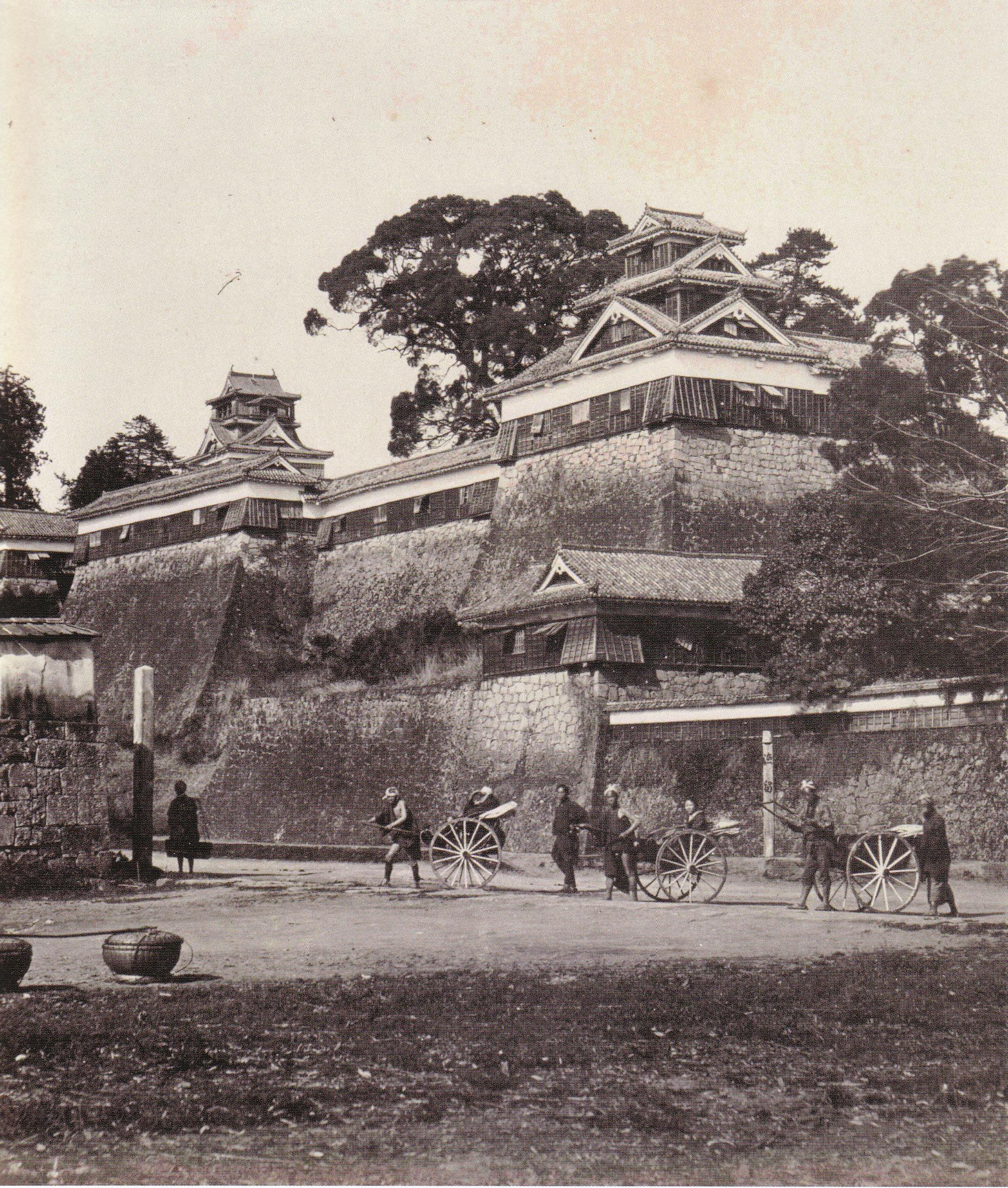
富重利平が、湿板技法により撮影した熊本城（1874年）

日本にも、当時としては早く、江戸幕末期の安政年間（1854年-1860年）初めには輸入された。
ダゲレオタイプも成功はしていたが実験段階に留まっており、日本に写真を定着させたのは湿板である。
上野彦馬は長崎の舎密試験所でヨハネス・ポンペ・ファン・メーデルフォールトから、下岡蓮杖は横浜でアメリカ合衆国人からそれぞれ湿板の手法を学び、いずれも1862年に写真館を開業、日本最初の営業写真家となった。上野彦馬は明治政府の命令で西南戦争を撮影した。これは湿板写真によるもので、これにより上野は日本最初の戦場カメラマンともなった。この従軍撮影も手伝った上野の弟子で、熊本で写真館を開業していた富重利平は1872年に熊本城天守を撮影しており、西南戦争で焼失した天守を第二次世界大戦後に再建する時に貴重な資料となった。
最初はボディーレンズともに輸入であったが、日本の木工技術は優秀であり、やがてカメラボディーは日本国内で製造されるようになった。明治中期まで用いられたが、撮影直前にガラス板を濡らして乾く前に現像する必要があるため、1871年に写真乾板が発明されるとともに市場からほぼ姿を消した。